# Fadi Rouabah
Fadi Rouabah (ar. فادي روابح; ur. 27 lutego 2001) – algierski zapaśnik walczący w obu stylach. Olimpijczyk z Paryża 2024, gdzie zajął szesnaste miejsce w kategorii do 97 kg. 
Srebrny medalista igrzysk afrykańskich w 2023, a także igrzysk panarabskich w 2023. Srebrny i brązowy medalista mistrzostw świata wojskowych w 2023. Mistrz Afryki juniorów w 2019 i 2020. Wygrał igrzyska afrykańskie młodzieży w 2018 roku.